# 아나톨리 오노프리옌코
아나톨리 유리요비치 오노프리옌코(우크라이나어: Анатолій Юрійович Онопрієнко, 1959년 7월 25일 ~ 2013년 8월 27일)는 우크라이나의 연쇄살인범이다. 1989년부터 1996년까지 7년 동안 52명을 살해했으며 "우크라이나의 야수", "터미네이터", "시민 O"라는 별명으로 부르기도 했다.
4세 때 어머니가 사망했으며 그의 형은 아버지와 함께 살았다. 이 때부터 그는 고아원에 보내진 뒤부터 자신을 원망하게 되는데 나중에 연쇄 살인을 저지르는 계기가 된다. 그의 살해 방법은 하나같이 매우 잔인했는데 어른들은 총살시키고 어린이들은 타살시켰다. 이들을 모조리 죽인 뒤에 금품을 강탈하고 증거를 인멸하기 위해 범행 현장에 불을 붙이고 떠났다. 그의 범행을 목격한 사람들은 가차없이 살해되었다.
1996년 3월 우크라이나 수사 당국이 연쇄 살인 사건에 대한 수사를 시작했으며 1996년 4월 16일 우크라이나 경찰 당국에 체포되었다. 그는 법원으로부터 사형을 구형받았지만 우크라이나가 2000년에 사형을 폐지하면서 종신형을 선고받았다. 2013년 8월 27일에 지토미르에 있는 감옥에서 심부전으로 사망했다.